# 308
Період тетрархії у Римській імперії. У Китаї править династія Західна Цзінь, в Японії триває період Ямато. У Персії править династія Сассанідів.
На території лісостепової України Черняхівська культура. У Північному Причорномор'ї готи й сармати.

## Події
- 11 листопада — Діоклетіан, Максиміан і Галерій зустрілися в Карнунті, і оголосили легітимними імператорами на заході Римської імперії Ліцинія (август) і Костянтина (цезар), а на сході — Галерія Максиміана (август) і Максиміна Даю (цезар). Максиміан був змушений назавжди полишити політику, його сина Максенція визнано узурпатором.
- Розпочалося будівництво Базиліки Максенція і Костянтина.
- Початок наступу хунну на Північний Китай.
- Папою римським стає Марцел I.